# المنزالة (صعدة)
المنزاله هي إحدى قرى الجمهورية اليمنية. تتبع جغرافيا لمحافظة صعدة و إداريًا لمديرية الظاهر. يبلغ تعداد سكانها 1905 نسمة حسب الإحصاء الذي أجري عام 2004.